# Klavermeeldauw
De klavermeeldauw (Erysiphe trifoliorum) is een echte meeldauw die behoort tot de familie Erysiphaceae. Hij komt voor op planten uit de familie Fabaceae, zoals klaver (Trifolium). 

## Kenmerken
Het mycelium komt aan beide kanten van het blad voor en is soms geheel dekkend. De conidioforen zijn 66–101 μm lang en hebben 24–42 × 6–10 μm grote, cilindrische voetcellen. De 32–45 × 15–21 μm grote conidia zijn elliptisch, zonder fibrosine-lichaampjes. Cleistothecia bevatten 3 tot 12 asci en zijn iets afgeplat. Elke ascus bevat (2–) 3–5 (–6) sporen. Ze hebben 1 tot 6 septen. 

## Verspreiding
Erysiphe trifoliorum komt voor in Europa, Noord-Amerika, Nieuw-Zeeland en enkele Aziatische landen (Rusland, Thailand, Korea, Azerbeidzjan).
In Nederland komt de klavermeeldauw zeer zeldzaam voor. 